# Cộng đồng Madrid
Cộng đồng Madrid (tiếng Tây Ban Nha: Comunidad de Madrid) là một trong 17 cộng đồng tự trị của Tây Ban Nha. Nó nằm ở trung tâm của Tây Ban Nha, trên bán đảo Iberia. Cộng đồng này bao gồm Madrid, thủ đô của Tây Ban Nha đồng thời cũng là thủ phủ của cộng đồng. Cộng đồng Madrid tiếp giáp Castile-La Mancha về phía nam và phía đông, giáp Castile và León về phía bắc và tây. Dân số ước tính là 6,5 triệu người, trong đó tập trung phần lớn ở Vùng Đô thị Madrid.

## Liên kết
- Madrid Autonomous Community
- Madrid Leisure Guide Lưu trữ ngày 14 tháng 10 năm 2012 tại Wayback Machine
- Madrid Metro Network
- Madrid Barajas International Airport
- A guide to the natural history of Madrid